# Rante Besi
Rante Besi is een bestuurslaag in het regentschap Dairi van de provincie Noord-Sumatra, Indonesië. Rante Besi telt 843 inwoners (volkstelling 2010).